# Kibi Daijin nittō emaki
Le Kibi Daijin nittō emaki (吉備大臣入唐絵巻), littéralement le Rouleau du voyage en Chine du ministre Kibi, est un emaki de la fin du XIIe siècle relatant la légende associée aux voyages du ministre japonais Kibi no Makibi en Chine impériale des Tang au VIIIe siècle. Il est composé d’un long rouleau de papier peint et calligraphié, aujourd’hui séparé en quatre parties qui sont détenues par le musée des beaux-arts de Boston.

## Art desemaki
Apparu au Japon entre le VIe siècle et le VIIIe siècle grâce aux échanges avec l’Empire chinois, l’art de l’emaki se diffusa largement auprès de l’aristocratie à l’époque de Heian. Un emaki se compose d’un ou plusieurs longs rouleaux de papier narrant une histoire au moyen de textes et de peintures de style yamato-e. Le lecteur découvre le récit en déroulant progressivement les rouleaux avec une main tout en le ré-enroulant avec l’autre main, de droite à gauche (selon le sens d’écriture du japonais), de sorte que seule une portion de texte ou d’image d’une soixantaine de centimètres est visible. La narration suppose un enchaînement de scènes dont le rythme, la composition et les transitions relèvent entièrement de la sensibilité et de la technique de l’artiste. Les thèmes des récits étaient très variés : illustrations de romans, de chroniques historiques, de textes religieux, de biographies de personnages célèbres, d’anecdotes humoristiques ou fantastiques…

## Description

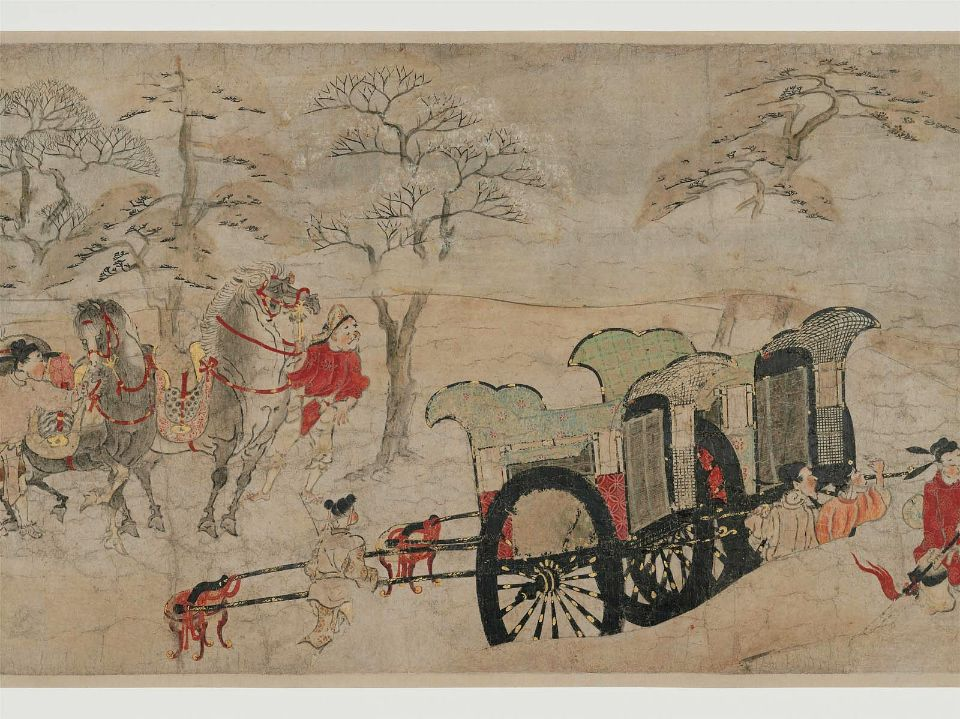
Chars des officiels chinois conduisant Kibi au palais impérial à son arrivée en Chine.

Le Kibi Daijin nittō emaki était composé d’un seul rouleau de 32 cm de haut pour 2 440,8 cm de long, le plus long connu, avant d’être séparé en quatre parties,. Il date de la seconde moitié du XIIe siècle (fin de l’époque de Heian ou début de l’époque de Kamakura), où un regain d’intérêt pour les sujets narratifs et la vie du peuple s’observe dans les thèmes des emaki,.
Le personnage principal est le ministre japonais Kibi no Makibi (693-775), dont les voyages diplomatiques à la puissante cour des Tang en Chine ont inspiré des chroniques légendaires. L’emaki prend pour thème un épisode de ces légendes : les aventures de Kibi en séjour au palais impérial chinois où les intellectuels et nobles chinois voulurent mettre à l’épreuve sa sagesse et son intelligence. Reclus dans une tour, Kibi dut accomplir trois tâches : rédiger une exégèse d’une volumineuse anthologie chinoise, gagner une partie de go et proposer un commentaire d’un poème sophistiqué et tortueux. Le ministre parvint à réussir toutes les épreuves, avec l’aide de divinités japonaises,.

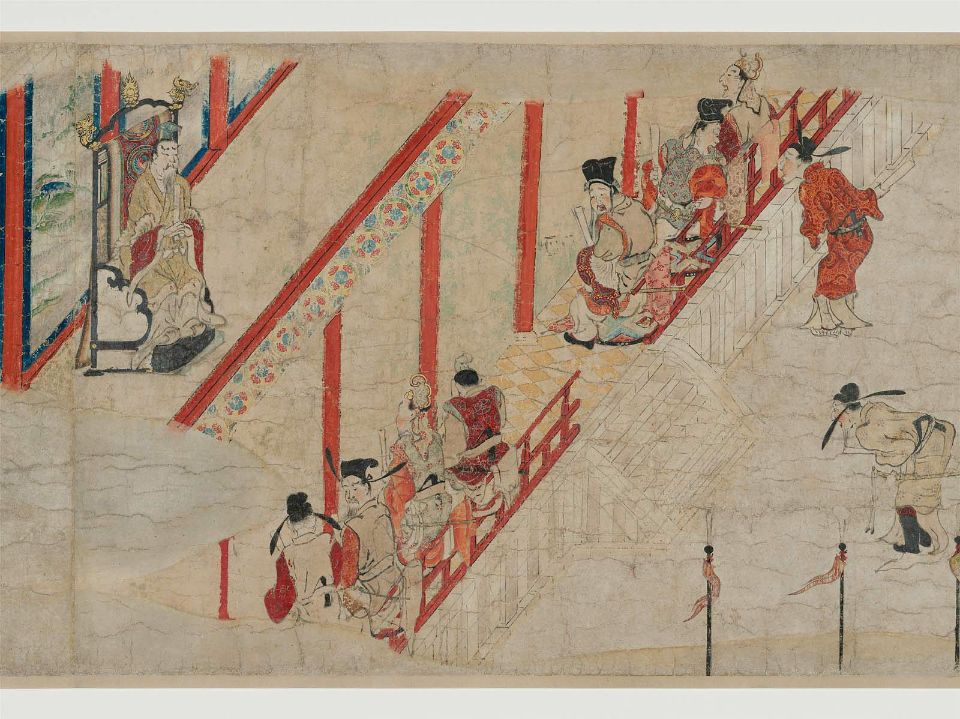
Palais impérial de la Chine des Tang, qui ponctue chaque section.

Le rouleau contient six sections, comprenant chacune un texte et une illustration :
1. le texte introductif de l’œuvre est perdu, mais l’image montre l’arrivée de Kibi par bateau en Chine, où un groupe d'officiels chinois l’attend pour le conduire au palais, où il sera retenu dans un tour ;
2. un démon (oni), qui n’est autre que le fantôme (rei) d’Abe no Nakamaro, parvient par ruse à s’introduire dans la tour pour offrir à Kibi son aide, révélant sa véritable identité ;
3. un officiel chinois soumet à Kibi son premier test, écrire l’exégèse de la fameuse anthologie chinoise de poésie et de littérature intitulée Wen Xuan. Le démon résume alors l’œuvre à Kibi et l’emmène au palais assister à une conférence sur le texte ;
4. Kibi rédige son exégèse sur le dos de calendriers. Un érudit chinois vient éprouver les connaissances de Kibi sur le texte, mais ne peut le mettre en défaut ;
5. des officiels de la cour tiennent un conciliabule où ils prévoient de tuer Kibi s’il perd à la seconde épreuve : le jeu de go. Le démon avertit le ministre de ces sinistres plans et lui enseigne les rudiments du jeu ;
6. un maître du go vient défier Kibi qui parvient à gagner en avalant une pièce. Soupçonneux, le maître force Kibi à prendre un purgatif, mais ce dernier dissimule la pièce en recourant à la magie[6],[7].

Si le rouleau finit sur cette seconde épreuve, le classique de la littérature japonaise Gōdanshō (1104–1108) permet de connaître la fin de l’histoire : après la réussite de Kibi à la dernière épreuve grâce à l’intervention surnaturelle d’une araignée, les Chinois décident d’enfermer Kibi jusqu’à la mort. Ce dernier fait alors disparaître le soleil et la lune de Chine grâce à l’aide du démon, forçant la cour impériale terrifiée à lui rendre sa liberté. Il est probable qu’un second rouleau narrant la fin de la légende existait à l’origine, ou dans des versions ultérieures.

## Historique

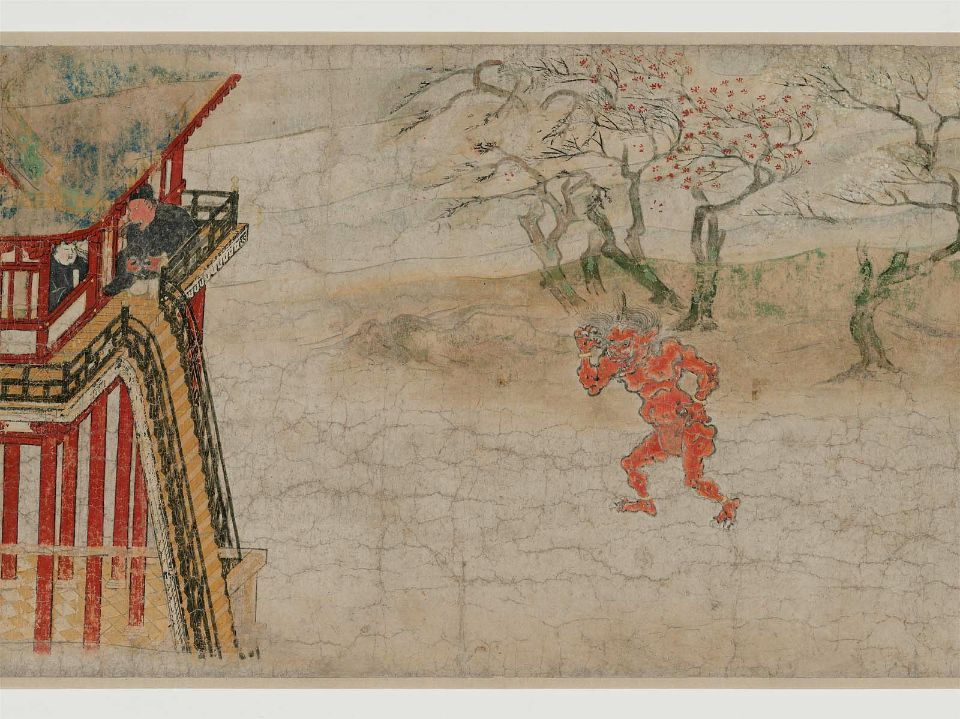
Fantôme d’Abe no Nakamaro sous forme de démon allant rencontrer Kibi, détenu dans sa tour, pour l’aider à réussir les épreuves des Chinois.

Le rouleau a longtemps appartenu à un sanctuaire shinto dédié à Hachiman (Hachiman-gū) de l’ancienne province de Wakasa, avec notamment le Ban dainagon ekotoba, avant d’être acquis par le clan Sakai. Sakai Tadatae le vend en 1923 à Toda Yashichi II, qui s’en dessaisit à son tour au  profit du musée des beaux-arts de Boston en 1932, par l’entremise d’un expert du musée, Kōjirō Tomita,. Cette vente à l’étranger provoque l’indignation au Japon, incitant le gouvernement à modifier la législation pour limiter ou interdire l’exportation des biens artistiques importants du pays,. Il subsiste en effet extrêmement peu d’œuvres de la période primitive et classique du yamato-e. Le musée national de Tokyo possède en revanche une copie réalisée par Yamana Tsurayoshi (1836-1902).

## Style et composition

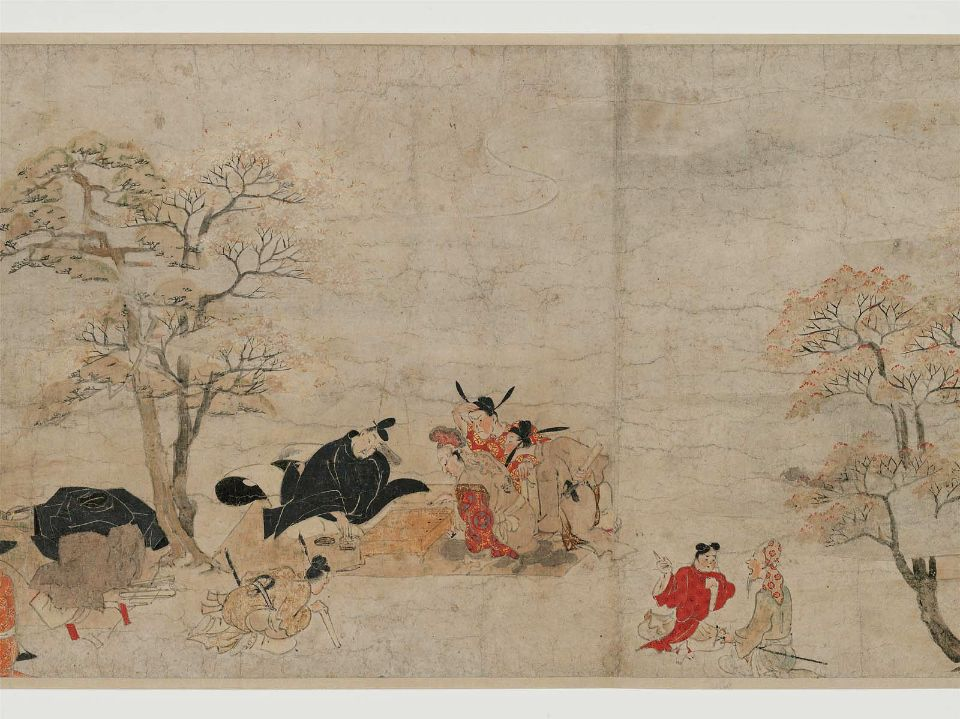
Partie de go, second défi que doit gagner Kibi.

Le Kibi Daijin nittō emaki appartient comme tous les emaki d’alors au courant de la peinture japonaise yamato-e. Le style est relativement proche de celui du Ban dainagon ekotoba datant à peu près de la même époque et attribué à Tokiwa Mitsunaga, avec des couleurs brillantes utilisées pour les costumes et les accessoires, mais dans une tonalité plus réaliste que poétique. Tokiwa Mitsunaga était un maître du yamato-e de la fin de l’époque de Heian et du début de l’époque de Kamakura : le style pictural et les archives peuvent laisser imaginer qu’il est aussi l’auteur du Kibi Daijin nittō emaki, mais cette hypothèse est contestable d’après les historiens de l’art en raison des variations stylistiques et de la supériorité artistique du Ban dainagon ekotoba,. L’artiste reste en revanche probablement un peintre de la capitale Kyoto, contemporain de Mitsunaga.
La composition est du rouleau est basée sur la répétition dans les six scènes du même décor facilement identifiable : la tour, le palais impérial et la porte du palais. Il s’agit de l’approche la plus simple pour suggérer l’évolution temporelle d’un récit dans les peintures narratives, utilisée dans les œuvres anciennes comme le Kokawa-dera engi emaki. La profondeur est rendue en perspective cavalière, sans réalisme, avec de longues diagonales, tandis qu’aucun paysage n’apparaît hormis des arbres qui diminuent de taille à l’horizon,.

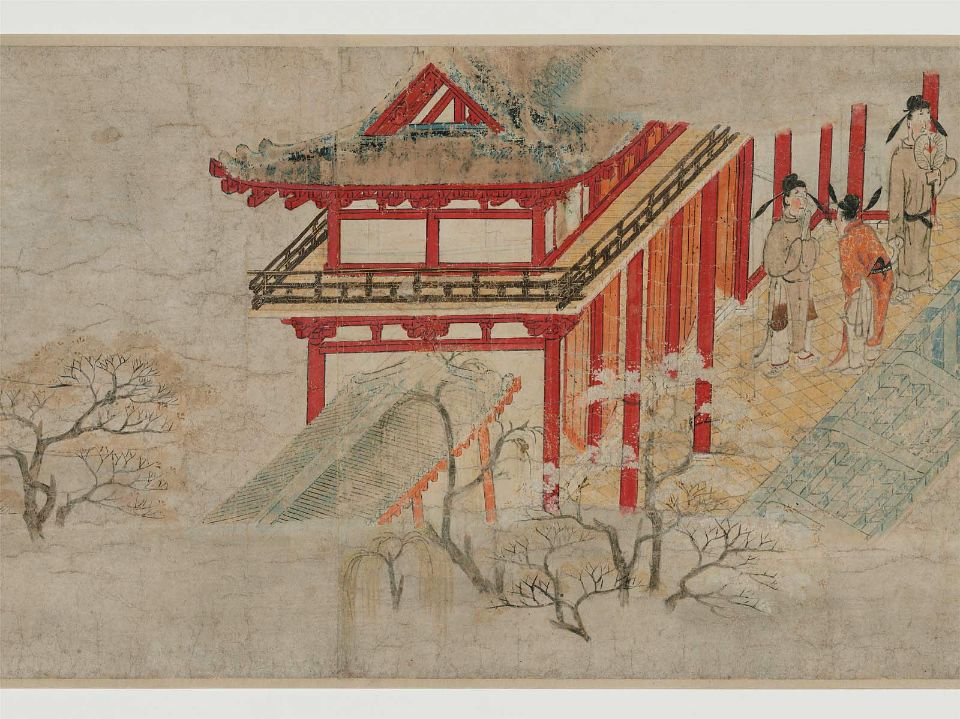
Grande porte du palais impérial.

Les peintures très colorées à dominante rouge sont réalisées avec la technique du tsukuri-e : une première esquisse des contours est réalisée, puis la couleur opaque est ajoutée en aplat, enfin les contours et menus détails sont redessinés à l’encre par-dessus la peinture,.
L’artiste semble n’avoir qu’une connaissance limitée de l’ancienne Chine des Tang, où se déroule le récit : il s’inspire plutôt des peintures bouddhiques japonaises du XIe et XIIe siècles, généralement basées sur des modèles chinois. Les visages des Chinois sont très expressifs, presque caricaturaux, mais peu individualisés. Kibi est quant à lui peint d’une façon proche du hikime kagibana : le visage blanc et inexpressif avec quelques traits pour les yeux, le nez et la bouche, méthode raffinée en vogue dans les œuvres des aristocrates de la cour impériale tels les Rouleaux illustrés du Dit du Genji, ici modifiée par quelques détails comme la moustache et les paupières,,.

## Historiographie

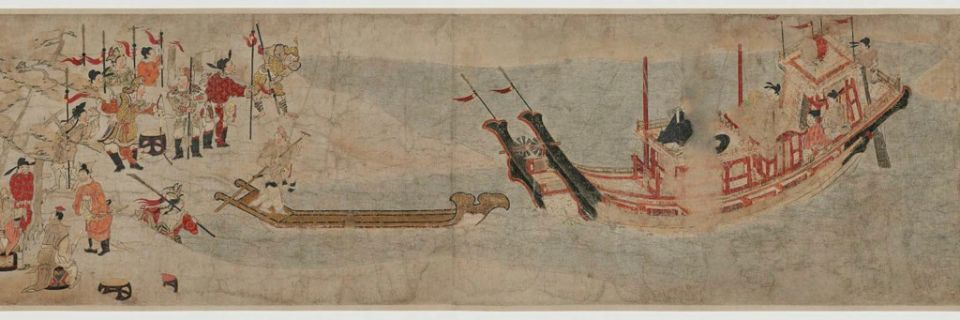
Arrivée par bateau de Kibi en Chine, qui apporte de riches présents du Japon.

La représentation du peuple japonais est essentielle dans les emaki, qui constituent donc des documents historiques précieux sur la vie quotidienne, les paysages et la culture de l’archipel. Dans le Kibi Daijin nittō emaki, la Chine des Tang, où se déroule le récit, n’est pas peinte avec une grande précision, au contraire de plusieurs éléments japonais, notamment le bateau utilisé par Kibi et la vaisselle apportée du Japon comme cadeau diplomatique. Les peintures montrent également le jeu de go, millénaire en Asie, tel qu’il était pratiqué à l’époque, et qui n’a en réalité que fort peu changé. L’introduction du go au Japon est d’ailleurs parfois attribué à Kibi no Makibi.
Historiquement, les deux textes les plus anciens subsistants sur les chroniques légendaires de Kibi no Makibi sont le Gōdanshō et les calligraphies de cet emaki.